# Tahmasp II
Scià Tahmasp II (Quchan, 1704 – Sabzevar, febbraio 1740) è stato un sovrano persiano della dinastia safavide.
Figlio dello scià Sultan Husayn, fu dichiarato erede al trono nel 1722. Tentò di salvare il regno dall'invasione degli Afghani appoggiandosi anche a Pietro il Grande, ma tradito da un suo generale, l'afsharide Nadir, fu deposto e imprigionato (1732) e più tardi fu fatto uccidere.

## Biografia
Tahmasp era figlio di Sultan Husayn, scià di Persia. Quando Sultan venne costretto ad abdicare dai pashtun nel 1722, il principe Tahmasp reclamò il trono per sé. Dall'assedio della capitale safavide, Esfahan, si portò a Tabriz col suo governo ed i ministri. Ottenne il supporto dei sunniti del Caucaso (e anche degli ex ribelli Lesghi) oltre che di diverse tribù Kizilbash (inclusi gli Afsharidi, sotto il controllo del futuro scià Nadir). 

### La guerra russo-persiana
Nel giugno del 1722, Pietro il Grande, l'allora zar di Russia, dichiarò guerra all'Iran safavide nel tentativo di espandere l'influenza russa nel Mar Caspio e nel Caucaso ed evitare che il proprio rivale, l'Impero ottomano, potesse trarre vantaggio dall'Iran ormai in declino.
La vittoria russa rettificò la cessione del Caucaso settentrionale e meridionale (con le città di Derbent e Baku come pure le provincie di Gilan, Shirvan, Mazandaran e Astrabad) alla Russia col trattato di San Pietroburgo (1723).
Nel 1729, Tahmasp aveva il controllo di gran parte del paese e godeva della protezione della Russia e quindi nel 1731 si mosse con una campagna militare contro l'Impero ottomano, ma venne deposto dal futuro Nadir Shah nel 1732 che pose sul trono il figlio di Tahmasp, Abbas III, appena infante; entrambi vennero poi uccisi nella prigione di Sabzevar nel 1740, per ordine del figlio maggiore di Nadir Shah, Reza Qoli Mirza Afshar.